# Cyperus filiformis
Cyperus filiformis là loài thực vật có hoa trong họ Cói. Loài này được Sw. mô tả khoa học đầu tiên năm 1788.